# Soul (film)
Soul è un film d'animazione del 2020 diretto da Pete Docter e co-diretto da Kemp Powers, prodotto da Pixar Animation Studios, in co-produzione con Walt Disney Pictures, e distribuito da Walt Disney Studios Motion Pictures.
23º lungometraggio d'animazione Pixar, il film si compone di un cast vocale formato da Jamie Foxx, Tina Fey, Questlove, Daveed Diggs e Angela Basset. La sceneggiatura è stata scritta dallo stesso Pete Docter, insieme a Kemp Powers e Mike Jones. Uscito insieme ad  Onward - Oltre la magia, il film ha segnato la terza volta che due film Pixar sono usciti nello stesso anno.
Prodotto con un budget di oltre 150 milioni di dollari statunitensi, il film è stato presentato in anteprima al London Film Festival l'11 ottobre 2020. Inizialmente era programmato per uscire nelle sale cinematografiche, ma, a causa della pandemia di COVID-19, ha esordito il 25 dicembre 2020 sulla piattaforma streaming Disney+, senza alcun costo aggiuntivo per tutti gli abbonati.
Il film segue la storia di Joe Gardner, un insegnante di musica della scuola media, che cerca di riunire la sua anima e il suo corpo dopo che sono stati accidentalmente separati poco prima della sua grande svolta come pianista jazz. Ha ricevuto recensioni molto positive dalla critica, con elogi per l'animazione, la storia, il doppiaggio originale e la colonna sonora, vincendo due premi Oscar nel 2021, sia come miglior film d'animazione sia come miglior colonna sonora.

## Trama
Joe Gardner, un insegnante di musica delle scuole medie insoddisfatto della propria vita, aspira a consolidarsi come musicista jazz, sogno che però gli causa non pochi screzi con sua madre, Libba. Per caso, il suo ex allievo Curley lo informa di un posto disponibile nella band della nota jazzista Dorothea Williams, e si presenta per un provino. Impressionando Dorothea con il suo modo di suonare il pianoforte ottiene il posto, ma la cosa lo esalta al punto che rincasando non fa caso a ciò che lo circonda e cade in un tombino, morendo.
Sotto forma di anima, Joe si ritrova all'entrata per l'Oltremondo; una volta capito l'accaduto e non volendo morire ora che ha ottenuto l'occasione della sua vita, Joe riesce fortuitamente ad arrivare all'Antemondo. Questo è il luogo dove le anime dei futuri nascituri vengono plasmate nella personalità ed educate alla vita da numerose entità che si fanno chiamare Jerry, che le formano trovando loro una passione che le accompagnerà durante la vita sulla Terra. Joe viene scambiato per un mentore e gli viene assegnata "22", un'anima cinica rimasta nell'Antemondo per millenni. Ciò che manca a 22, affinché il suo distintivo sia completo e possa ricevere un pass per la Terra è trovare la sua "scintilla", ma proprio a causa degli innumerevoli tentativi falliti di ottenerla vede con disillusione la vita.
Poiché 22 è legata al distintivo fintanto che non è completo, i due stringono un accordo: Joe aiuterà 22 a completarlo affinché possa sbarazzarsene e diventare un'anima libera, mentre lui userà il pass per tornare sulla Terra. I loro tentativi però non funzionano così 22, per capire perché Joe voglia tornare a vivere, lo porta "nella bolla", dove le anime ispirate si lasciano andare alle proprie passioni, mentre quelle ossessionate si perdono. Qui incontrano Spartivento e i suoi "mistici senza frontiere", gli unici capaci di poter far tornare Joe nel suo corpo. Seguendo le loro istruzioni, Joe riesce a focalizzare dove sia il suo corpo ma frettoloso di ricongiungersi ad esso porta con sé anche 22, facendo finire lei nel suo corpo mentre lui va in quello di un gatto.
Spaesati decidono che l'unico modo per rimettere le cose a posto è trovare Spartivento sulla Terra, che fortunatamente vive proprio a New York e che dice loro di poterli aiutare organizzandosi per incontrarsi prima del concerto di Joe. Sebbene inizialmente contrariata 22 s'incuriosisce della vita e delle persone dopo aver parlato con Connie, un'allieva di Joe che insicura di sé vorrebbe smettere di studiare musica ma che dopo aver improvvisato un appassionato assolo di trombone, si ravvede e decide di continuare. In attesa del loro incontro con Spartivento, 22 decide quindi di approfittare di questa occasione, mostrando di riflesso a Joe le belle piccole cose della vita. La sua spontaneità e l'imperizia con le persone permettono inoltre a Joe di scoprire qualcosa di Dez, il suo barbiere con cui non ha mai parlato d'altro che di jazz e di mettere le cose a posto anche con sua madre, con la quale non si era mai confrontato a cuore aperto.
Intanto Terry contabile dell'Oltremondo, ha scoperto l'operato di Joe e va sulla Terra con l'obiettivo di riportarlo nell'aldilà. Come stabilito Joe e 22 si incontrano con Spartivento ma prima che possa invertire i loro corpi 22, grazie alle esperienze che ha vissuto decide di voler finalmente trovare la propria scintilla e fugge inseguita da Joe. Vengono intercettati da Terry che riporta entrambi all'Antemondo, dove si scopre che 22 ha completato il distintivo ottenendo così il pass per la Terra. Furioso Joe la aggredisce affermando che il distintivo si sia completato perché stava usando le sue esperienze e il suo corpo e che in realtà non ha sviluppato alcuna passione, al che lei gli lancia il distintivo e fugge; Joe inoltre comprende da uno dei Jerry che la scintilla non è il proprio scopo nella vita, ma simboleggia l'essere pronti a vivere.
Joe torna sulla Terra e l'esibizione è un successo ma nonostante abbia appena realizzato il sogno di una vita, non si sente appagato. Cambiato dall'esperienza di 22, Joe torna a casa e realizza di aver sbagliato; inizia quindi a suonare il pianoforte ripensando alla giornata passata con lei, distaccandosi così dalla realtà e arrivando nella bolla dove incontra Spartivento, che lo avvisa di come 22 sia ora un'anima perduta avendo tecnicamente vissuto, sebbene per qualche ora. Trovata, Joe cerca di restituirle il pass ma 22 è in balia delle proprie convinzioni e fugge finché non assume sembianze mostruose e divora Joe.
All'interno Joe si ritrova ad affrontare la personificazione delle insicurezze dell'anima tra cui un'effige di se stesso, ma mostrando a 22 un seme d'acero raccolto da lei sulla Terra la sua voce fa breccia e la fa rinsavire, convincendola che è finalmente pronta a vivere. Riavuto il suo pass Joe accompagna 22 finché può nel suo tragitto verso la Terra, ritrovandosi poi all'entrata dell'Oltremondo una volta separatisi. Mentre si prepara finalmente ad entrarvi, Joe viene fermato da un Jerry che gli dice che la sua storia li ha ispirati e che gli daranno un'altra possibilità di vita. Joe li ringrazia e torna nel suo corpo, iniziando a vivere la vita con l'intento di assaporarne ogni momento.
Dopo i titoli di coda Terry ricorda arrabbiata  agli spettatori che ormai il film é finito e che possono tornare a casa, prima di andarsene.

## Personaggi
- Joe Gardner: protagonista del film, è un appassionato pianista jazz e insegnante di musica la cui anima viene separata dal corpo dopo un incidente. Ama immensamente la musica ma pecca di arroganza; grazie a 22, migliora come persona e capisce che la vita è piena di piccole cose, e che i propri sogni possono accecare.[4]
- 22: coprotagonista del film, è un'anima dell'Antemondo, cinica e con una visione oscura della vita che non riesce a trovare la propria "scintilla", il che le impedisce di poter nascere come persona sulla Terra.[4]
- Spartivento: un giocoliere di cartelli pubblicitari con capacità mistiche, capace di riconnettere le anime al proprio corpo.[5] La sua grande spiritualità gli consente di distaccarsi dal mondo reale e di agire anche nell'Antemondo.
- Terry: contabile che dall'alba dei tempi registra le anime che vanno all'Altromondo, il suo obiettivo è riportare in esso quella di Joe quando scopre che è tornata sulla Terra. Il suo ruolo è far tornare i conti, anche andando a scovare e recuperare le anime da sé, se necessario. È competente e qualificata, ma risulta essere piena di sé.[6]
- I Jerry: consulenti dell'ispirazione delle anime nell'Antemondo. Assumono una forma umanoide estremamente stilizzata per comodità, ma sono la condensazione di tutti i campi quantizzati dell'Universo e possono alterare il loro aspetto.[6][7][8]
- Libba Gardner: madre di Joe, proprietaria di una sartoria. Scettica riguardo all'intenzione del figlio di diventare musicista, si ricrede alla fine del film.[9][10][11]
- Dez: l'amichevole barbiere di Joe. Voleva diventare un veterinario, ma è comunque soddisfatto del suo lavoro.[8]
- Lamont "Curley" Baker: il batterista della band di Dorothea Williams. È anche un ex studente di Joe, il quale gli ha insegnato a suonare la batteria.[9][10]
- Dorothea Williams: una nota musicista jazz e sassofonista.[12]
- Paul: un ragazzo sbruffone del vicinato di Joe che si prende gioco degli altri.[4][9][10]
- Miho: la contrabbassista della band di Dorothea.[13]
- Connie: una studentessa di Joe parte della band della scuola media. Ha 12 anni e suona il trombone; nonostante le piaccia davvero suonare, è insicura di sé e incerta se coltivare questa passione.
- Gerel: un'anima che incontra Joe all'entrata dell'Altromondo[8]. Ha la bellezza di 106 anni.

John Ratzenberger esprime una voce fuori campo nei ricordi di Joe, un ruolo per il quale non è stato accreditato.

## Produzione

### Sviluppo
Nel gennaio 2016 si diceva che Pete Docter stesse lavorando allo sviluppo di un nuovo progetto, mentre cercava nuove direzioni creative dopo aver vinto il suo secondo Premio Oscar (per Inside Out). Ha riflettuto sulle origini delle personalità umane e sul concetto di destino. Nel suo primo incontro con il co-sceneggiatore Mike Jones, Docter ha lanciato un'idea "ambientata in un luogo oltre lo spazio e il tempo, dove alle anime vengono date le loro personalità".
Nel giugno 2018 fu annunciato che Docter anche se stava lavorando al nuovo film, da quel momento avrebbe ricoperto il ruolo di direttore creativo (CCO) della Pixar, dopo le dimissioni di John Lasseter. Nel giugno dell'anno successivo, la Pixar rivelò il titolo del lungometraggio (Soul) e che Pete Docter avrebbe firmato la regia e la sceneggiatura, mentre Dana Murray avrebbe ricoperto il ruolo di produttrice della pellicola. La sinossi è stata svelata con un annuncio su Twitter, avrebbe riguardato un viaggio fantastico attraverso New York.

### Sceneggiatura
Nel 2018 Kemp Powers è stato invitato a scrivere la sceneggiatura del film, basato su un soggetto originale dello stesso Docter, insieme a Mike Jones. La produttrice, Dana Murray, ha dichiarato che la storia avrebbe portato gli spettatori "in un mondo in cui nessuno ha messo piede... per molto tempo", mentre il co-regista K. Powers ha affermato che il film è "mutato completamente" dall'idea originale di Docter. Inoltre, Powers ha detto che il film risponderà a domande molto importanti "in maniera divertente". L'attrice Tina Fey, doppiatrice originale di "22", ha contribuito per delineare le caratteristiche del suo personaggio.
La Pixar ha scelto di interpretare il personaggio principale del film come un musicista, perché voleva una "professione per cui il pubblico potesse fare il tifo", e si è accontentata della figura di un musicista dopo aver provato quella di uno scienziato, che "[non si sentiva] così naturalmente puro come la vita di un musicista". Docter ha descritto Soul come "un'esplorazione di, dove dovrebbe essere la tua attenzione? Quali sono le cose che, alla fine della giornata, saranno davvero le cose importanti a cui guardi indietro e vai, "Ho speso abbastanza del mio tempo limitato sulla Terra a preoccuparmi o concentrarmi su questo?".
Docter e Jones hanno lavorato allo sviluppo del personaggio principale per circa due anni. Secondo Docter, una volta deciso che il personaggio principale fosse un musicista jazz, i realizzatori hanno scelto di rendere il personaggio afroamericano, poiché hanno ritenuto che avesse senso a causa di quanto gli afroamericani siano stati strettamente legati alla storia del jazz. Powers inizialmente si è unito come co-sceneggiatore all'inizio dello sviluppo per aiutare a scrivere il personaggio di Joe, e inizialmente ricevette un contratto di dodici settimane, che fu poi esteso. Alla fine è diventato co-regista dopo i suoi ampi contributi al film, rendendolo il primo co-regista afroamericano della Pixar. Powers ha basato diversi elementi di Joe sulla sua vita personale, poiché la storia del personaggio condivideva diversi elementi con quella di Powers, ma voleva anche che "trascendesse la [sua] esperienza" per rendere il personaggio più accessibile. Powers ha anche posto un'enfasi aggiuntiva sulla rappresentazione autentica della comunità nera e sui rapporti di Joe con loro. Per ritrarre accuratamente la cultura afroamericana all'interno del film, la Pixar ha creato un trust culturale interno composto da dipendenti Pixar neri e i realizzatori hanno assunto diversi consulenti con i quali hanno lavorato a stretto contatto durante lo sviluppo del film; tra loro c'erano diversi dipendenti della Pixar, i musicisti Herbie Hancock, Terri Lyne Carrington, Quincy Jones e Jon Batiste, l'educatrice Johnnetta Cole e le star Questlove e Daveed Diggs.
L'idea del gatto da terapia e Joe che atterra nel suo corpo è venuta da Jones. Docter e Powers hanno apprezzato l'idea, in quanto ha offerto ai realizzatori un modo tanto necessario per Joe di "essere in grado di guardare la propria vita da una prospettiva diversa" ed apprezzarla.
Secondo Murray, i realizzatori erano indecisi sulla fine del film "fino all'ultima proiezione". Alcune versioni del finale hanno visto Joe passare all'Antemondo, mentre altre lo hanno fatto tornare sulla Terra un anno dopo, o rimanere nell'Antemondo come mentore. Una serie di brevi scene che mostrano la vita di 22 sulla Terra dopo la sua nuova nascita, inclusa una del suo ricongiungimento con Joe a New York, sono state messe in scena. Docter considerava "molto più potente dare la decisione al pubblico" e alla fine scartò queste scene.

### Cast
Il 24 agosto 2019 Jamie Foxx, Tina Fey, Questlove, Phylicia Rashād e Daveed Diggs sono stati annunciati come protagonisti del film. Soul è il primo film della Pixar a presentare un protagonista afroamericano. Il 17 marzo 2020 Angela Bassett ha annunciato di essere nel cast. Il 4 maggio 2020 Powers ha annunciato che Richard Ayoade si è unito al cast vocale del film. Il 9 ottobre 2020 Graham Norton ha annunciato di essere nel cast. Più tardi quel mese, il 15 ottobre, Rachel House, Alice Braga, Wes Studi, Fortune Feimster, Zenobia Shroff, Donnell Rawlings e June Squibb furono annunciati nel cast.
Foxx, che è stato scelto per dare la voce a Joe, era stata la prima scelta della Pixar per il ruolo in quanto consideravano le sue abilità comiche, abilità drammatiche e il suo background da musicista perfette. Ha trovato la passione del protagonista per la musica riconoscibile, affermando che all'inizio della sua carriera la musica era "tutto quello che volevo fare... mi sono fatto crescere i capelli. Avevo un ricciolo Jheri come Lionel Richie... Ma il ruolo da comico è decollato prima". Foxx aveva già vinto un Oscar interpretando un musicista, nel ruolo di Ray Charles nel film del 2004 Ray. Si è anche collegato "all'agrodolce del film di perdere qualcuno ma ottenere una visione di gioia", in seguito alla morte di sua sorella nell'ottobre 2020 all'età di 36 anni. Fey, oltre a dare la voce a 22, ha anche contribuito alla sceneggiatura, avendo contribuito a scrivere le battute del suo personaggio. Ha considerato il film, nel contesto della pandemia COVID-19, un "utile promemoria che [la vita] non è definita dal risultato o dal raggiungimento".
John Ratzenberger, un pilastro della Pixar, è stato segnalato anche da alcune testate giornalistiche come parte del cast. Tuttavia, un recensore che ha proiettato il film in seguito ha notato che il nome di Ratzenberger è assente dai titoli di coda del film e da tutti gli elenchi ufficiali del cast, e il recensore non ha riconosciuto la sua voce in nessun momento durante il film. Docter ha riferito che Ratzenberger è nel film, anche se in un ruolo abbastanza sottile da non essere immediatamente notato. Il co-regista Kemp Powers ha successivamente confermato che l'aspetto di Ratzenberger non era un ruolo di voce come al solito, ma piuttosto un tributo come personaggio di sottofondo non parlante nel film che era animato a sua somiglianza. Pertanto, nonostante la somiglianza di Ratzenberger sia rappresentata nel film, Soul è ufficialmente il primo film della Pixar a non presentare la sua voce o il coinvolgimento personale.

### Animazione
La Pixar era consapevole della storia delle immagini razziste nell'animazione e ha deciso di creare personaggi che fossero riconoscibilmente neri evitando gli stereotipi nei vecchi cartoni animati. Riconoscendo questo sforzo, Docter ha dichiarato che «c'è una lunga e dolorosa storia di caricature di modelli di design razzisti che sono stati usati per deridere gli afroamericani.» Secondo Powers, gli animatori hanno usato l'illuminazione come un modo per evidenziare la diversità etnica nel mondo vivente. La Pixar ha cercato di catturare i dettagli fini di questi personaggi neri, comprese le trame dei capelli neri e il modo in cui la luce gioca sui vari toni della pelle nera. Il direttore della fotografia Bradford Young ha lavorato come consulente per l'illuminazione nel film.
Gli animatori hanno utilizzato le riprese di diversi artisti musicali, tra cui il compositore jazz Jon Batiste, che si esibivano come riferimento per le sequenze musicali del film. Catturando i dati MIDI dalle sessioni, gli animatori sono stati in grado di ripercorrere la tonalità esatta suonata sul pianoforte con ogni nota e creare le performance in modo autentico. Secondo Docter, gli animatori assegnati a strumenti musicali specifici spesso avevano esperienza nel suonarli o un grande apprezzamento per loro.
I registi hanno animato le "anime" rappresentate nel film in modo "vaporoso", "etereo" e "non fisico", avendo basato i loro progetti sulle definizioni di anima data loro da vari rappresentanti religiosi e culturali. Allo stesso tempo, non volevano che le anime sembrassero eccessivamente simili ai fantasmi e aggiustarono la loro tavolozza dei colori di conseguenza. Docter l'ha descritta come «un'enorme sfida», poiché gli animatori sono «abituati a giocattoli, macchine, cose che sono molto più sostanziali e facilmente referenziabili», anche se ha ritenuto che il team di animazione «ha messo insieme alcune cose interessanti che sono davvero indicative di quelle parole ma anche riconoscibili.» Secondo Dana Murray, diversi artisti hanno contribuito a creare i disegni delle anime dando i loro suggerimenti e opinioni su come dovrebbero apparire. I progetti sono stati ispirati anche dai primi disegni realizzati da Docter. Gli animatori crearono due disegni per le anime del film; uno per le nuove anime dell'"Antemondo", che il supervisore dell'animazione Jude Brownbill ha descritto come "molto carino, molto attraente, con forme semplici e arrotondate e nessuna caratteristica distintiva ancora", e uno per le anime mentori, che presentano caratteristiche distintive dovute al fatto di essere già stati sulla Terra. Gli animatori hanno anche creato un design distintivo per 22, poiché il personaggio non è stato sulla Terra ma ha iniziato ad evolversi. Il design dei Jerry ha avuto origine dalle line art realizzate dalla sceneggiatrice Aphton Corbin; un altro artista ha poi creato delle loro sculture in filo metallico, su cui si è basato il progetto finale.
Per l'Antemondo, i realizzatori non volevano che fosse basato su una cultura specifica, data la sua natura di universalità. Hanno cercato ispirazione dall'architettura delle esposizioni universali degli anni '30 e '60, che era «destinata a ispirare, a creare un senso di soggezione e importanza.» Secondo Docter, lo scopo del progetto era quello di «fare una grande dichiarazione sull'apprendimento e la conoscenza.» I padiglioni della personalità sono stati progettati per essere «forme dall'aspetto astratto» come interpretazione letterale delle idee astratte che rappresentano. Per l'Antemondo, i realizzatori hanno interpretato direttamente il concetto di «andare verso la luce», che credono sarebbe stato immediatamente compreso dal pubblico.

## Colonna sonora
Jon Batiste ha composto musica jazz per le sequenze del film ambientate a New York, mentre Trent Reznor e Atticus Ross hanno curato la musica elettronica new age delle scene che si svolgono nell'Antemondo. La colonna sonora e le canzoni originali sono state pubblicate in due album esclusivi in vinile separati, mentre entrambi sono stati pubblicati in un album digitale. Batiste ha anche arrangiato una nuova versione della canzone It's All Right, originariamente eseguita dagli The Impressions, per il film. È presente nei titoli di coda e viene eseguita come duetto tra Batiste e la cantante britannica Celeste, è stata pubblicata anche come singolo.

## Promozione
Il 7 novembre 2019 viene diffuso il primo teaser trailer del film, insieme alla prima locandina ufficiale. Il film è stato presentato al London Film Festival l'11 ottobre 2020 e alla Festa del Cinema di Roma il 15 ottobre 2020. Il 16 settembre 2020 è stato diffuso il trailer ufficiale italiano.

## Distribuzione
L'uscita della pellicola, originariamente prevista nelle sale cinematografiche statunitensi a partire dal 19 giugno 2020 e in quelle italiane dal 16 settembre dello stesso anno, è stata rimandata al 20 novembre a causa della chiusura globale dei cinema dovuta alla pandemia di COVID-19. Questo ha fatto sì che si spostasse la data di uscita del film della Disney Animation Raya e l'ultimo drago al 5 marzo 2021. Il 3 giugno 2020 Soul è stata selezionato come parte della line-up per il Festival di Cannes 2020. L'8 settembre 2020 è stato annunciato che il film sarebbe stato presentato in anteprima mondiale al BFI London Film Festival l'11 ottobre 2020. il film uscirà nei cinema italiani l'11 aprile 2024.
Il 15 settembre 2020 Variety ha riferito che la Disney stava prendendo in considerazione la pubblicazione del film su Disney+, sebbene un addetto ai lavori Disney contestò l'affermazione. Il 17 settembre Soul è stato selezionato come parte della line-up per la Festa del Cinema di Roma, come film di apertura il 15 ottobre 2020. Il 23 settembre dopo varie modifiche alla date di distribuzione dei film, la Disney ha riconfermato quella di Soul per il 20 novembre 2020. Tuttavia, l'8 ottobre 2020, la Disney ha annunciato che l'uscita nelle sale del film era stata cancellata e che sarebbe stato pubblicato su Disney+ il 25 dicembre 2020. Il film avrà un'uscita nelle sale cinematografiche nei paesi senza Disney+ nei quali i cinema sono stati ri-aperti, ciò include la Cina, le Filippine (nelle zone sotto MGCQ) e a Singapore. Al contrario di Mulan, il film non è stato pubblicato come una versione in "primo accesso", ma in maniera gratuita per tutti gli abbonati.
Un nuovo cortometraggio animato in 2D del progetto SparkShorts della Pixar intitolato La tana doveva inizialmente apparire prima dell'inizio del film nelle sale. Il 9 ottobre 2020, è stato annunciato che il corto sarebbe stato presentato in anteprima anche su Disney+. Quello stesso giorno, è stato annunciato che Soul avrebbe avuto un documentario che raccontava i tentativi della Pixar di finire di girare il film durante la pandemia. Il contenuto completo, intitolato Soul: Improvvisazione (Soul, Improvised), mostra come il team della Pixar Systems e la troupe del film siano riusciti a terminare la produzione nei tempi previsti durante l'apice della pandemia COVID-19, ed è uscito come "extra" su Disney+ insieme al film.
Il 16 dicembre 2020, i primi tre episodi del podcast Soul Stories presentati dal co-regista e co-sceneggiatore Kemp Powers sono usciti in esclusiva per Spotify. Negli episodi, Powers intervista diverse persone che hanno lavorato al film principalmente sui loro mentori e carriere, oltre ad alcune storie dietro le quinte e sulla realizzazione del film.
Il doppiaggio italiano è stato curato da Massimiliano Manfredi, su dialoghi di Roberto Morville, per conto della Dubbing Brothers Int. Italia.

### Pubblico
Diversi giorni dopo la sua uscita, la società di ricerca Screen Engine ha riferito che il 13% degli spettatori si era abbonato a Disney+ per guardare il film, ed era sovraindicizzato tra i genitori, in particolare le madri. La società ha anche affermato che Soul era già tra i titoli straight-to-streaming più visti dell'anno, proprio dietro Hamilton sempre di Disney+ e il film Wonder Woman 1984.

## Spin-off
Un cortometraggio prequel / spin-off con protagonista 22 é uscito nel 2021, con il titolo di "22 contro La Terra".

## Accoglienza

### Incassi
Nel fine settimana di apertura, Soul ha incassato 7,6 milioni di dollari da dieci paesi, di cui 5,5 milioni dalla Cina.
Il film ha incassato globalmente 121903885 $

### Critica
Soul è stato accolto in maniera "altamente positiva" ed è stato descritto come uno dei film più belli e "più ambiziosamente esistenziali" della Pixar. Sul sito aggregatore di recensioni Rotten Tomatoes, il film detiene una percentuale di gradimento del 95%, basata su 362 recensioni professionali, con una valutazione media di 8,3/10. Il consenso della critica recita: «Un film tanto bello da contemplare quanto da vedere, Soul dimostra che il potere della Pixar di offrire intrattenimento eccezionale per tutte le età rimane invariato.» Su Metacritic, il film detiene un punteggio medio di 83 su 100, basato sul parere di 55 critici, ad indicare un "apprezzamento unanime".
Joe Utichi di Deadline Hollywood ha definito il film "una gioia per gli occhi" e "un concreto ritorno alla Pixar di un tempo, pieno di grandi idee e di esecuzioni originali, e una dichiarazione di intenti per il governo della nave Pixar da parte di Docter lontano da infiniti sequel e tornare a originali inventivi. Resta un film con un nucleo profondamente emotivo che sembra provenire da un luogo di genuina curiosità. In breve, ha un'anima". Kaleem Aftab di IndieWire ha dato al film una A–, definendolo un "viaggio accattivante" e scrivendo "come alcune delle migliori composizioni jazz, utilizza una struttura tradizionale per virare in molte direzioni inaspettate, in modo che anche l'inevitabile punto finale sembra giusto". A. O. Scott del The New York Times ha scritto che Soul è "un film piccolo e delicato che non colpisce perfettamente ogni nota, ma la sua combinazione di abilità, sentimento e ispirazione è riassunta nel titolo". Nella sua recensione per Variety, Peter Debruge ha ritenuto che il messaggio del film fosse troppo adulto per un pubblico infantile, ma ha deciso definitivamente che "tutto si fonde magnificamente, un matrimonio della sensibilità squadrata, sicura e di benessere della Pixar con ciò che potrebbe essere descritto come il "mondo reale" - e uno che, proprio come Inside Out ha antropomorfizzato la mente, lascerà il pubblico giovane e vecchio ad immaginare la propria anima come personaggi dei cartoni animati idiosincratici".
Leslie Felperin di The Hollywood Reporter ha definito il film "peak Pixar" e "miglia avanti e sublime in tutti i sensi", e ha elogiato la colonna sonora. Jason Solomons di TheWrap ha detto che il film "mira mirabilmente in alto, ma alla fine non riesce a soddisfare le dimensioni delle sue ambizioni", ma "si apre con immagini colorate e gentile saggezza mentre la storia prosegue nonostante l'altezza vertiginosa del concetto". Peter Travers, recensendo per ABC News, ha elogiato le immagini come "mozzafiato" e la colonna sonora come "sublime" accreditando Jon Batiste per "quelle improvvisazioni jazz, e a Trent Reznor e Atticus Ross, che hanno segnato i bip elettronici del regno spirituale".
Le recensioni non sono state uniformemente positive. Adonis Fryer del quotidiano studentesco dell'Ohio The Post Athens ha concluso che "la bella animazione, la forte recitazione vocale, la scrittura affascinante e la filosofia esistenziale facile da digerire rendono Soul avvincente ma non compensa l'incapacità della Disney di centrare veramente un eroe nero con il libero arbitrio." Molly Freeman di ScreenRant ha riconosciuto il "messaggio del film sul significato della vita e sulla ricerca di uno scopo, ma è disordinato e reso più confuso dalle domande che il film pone e poi non riesce a rispondere. Il risultato è che Soul perde gran parte del suo impatto emotivo, con il terzo atto in riproduzione più come una corsa al traguardo della storia senza dare tanto peso ai temi e alla linea emotiva del film". Charles Pulliam-Moore di Gizmodo ha affermato che il film "si presenta meno come una celebrazione seria e informale dell'essere neri, e più come una rappresentazione divertente di essa che è destinata al consumo del pubblico bianco".

## Riconoscimenti
- 2021 - Premi Oscar
  - Miglior film d'animazione a Pete Docter e Kemp Powers
  - Migliore colonna sonora a Trent Reznor, Atticus Ross e Jon Batiste
  - Candidatura al Miglior sonoro a Ren Klyce, Coya Elliott e David Parker
- 2021 – Golden Globe[88]
  - Miglior film d'animazione a Pete Docter e Dana Murray
  - Miglior colonna sonora originale a Trent Reznor, Atticus Ross e Jon Batiste
- 2020 – Chicago Film Critics Association Awards[89]
  - Migliore colonna sonora originale a Trent Reznor, Atticus Ross e Jon Batiste
  - Candidatura per la migliore sceneggiatura originale a Pete Docter, Mike Jones e Kemp Powers
  - Candidatura per il miglior film d'animazione
- 2020 – Critics' Choice Super Awards[90]
  - Miglior film d'animazione
  - Miglior doppiatore in un film d'animazione a Jamie Foxx
  - Miglior attrice doppiatrice in un film d'animazione a Tina Fey
- 2020 – Florida Film Critics Circle[91]
  - Candidatura per la miglior sceneggiatura originale a Pete Docter, Mike Jones e Kemp Powers
  - Miglior colonna sonora a Trent Reznor, Atticus Ross and Jon Batiste
  - Miglior film d'animazione
- 2020 – Los Angeles Film Critics Association Awards[92]
  - Miglior colonna sonora a Trent Reznor e Atticus Ross
  - Secondo classificato per il miglior film d'animazione
- 2021 – Satellite Award[93]
  - Candidatura per la migliore sceneggiatura originale a Pete Docter, Mike Jones e Kemp Powers
  - Candidatura per il miglior film d'animazione o a tecnica mista
- 2020 - Annie Award
  - Miglior film d'animazione